# 선저우 8호

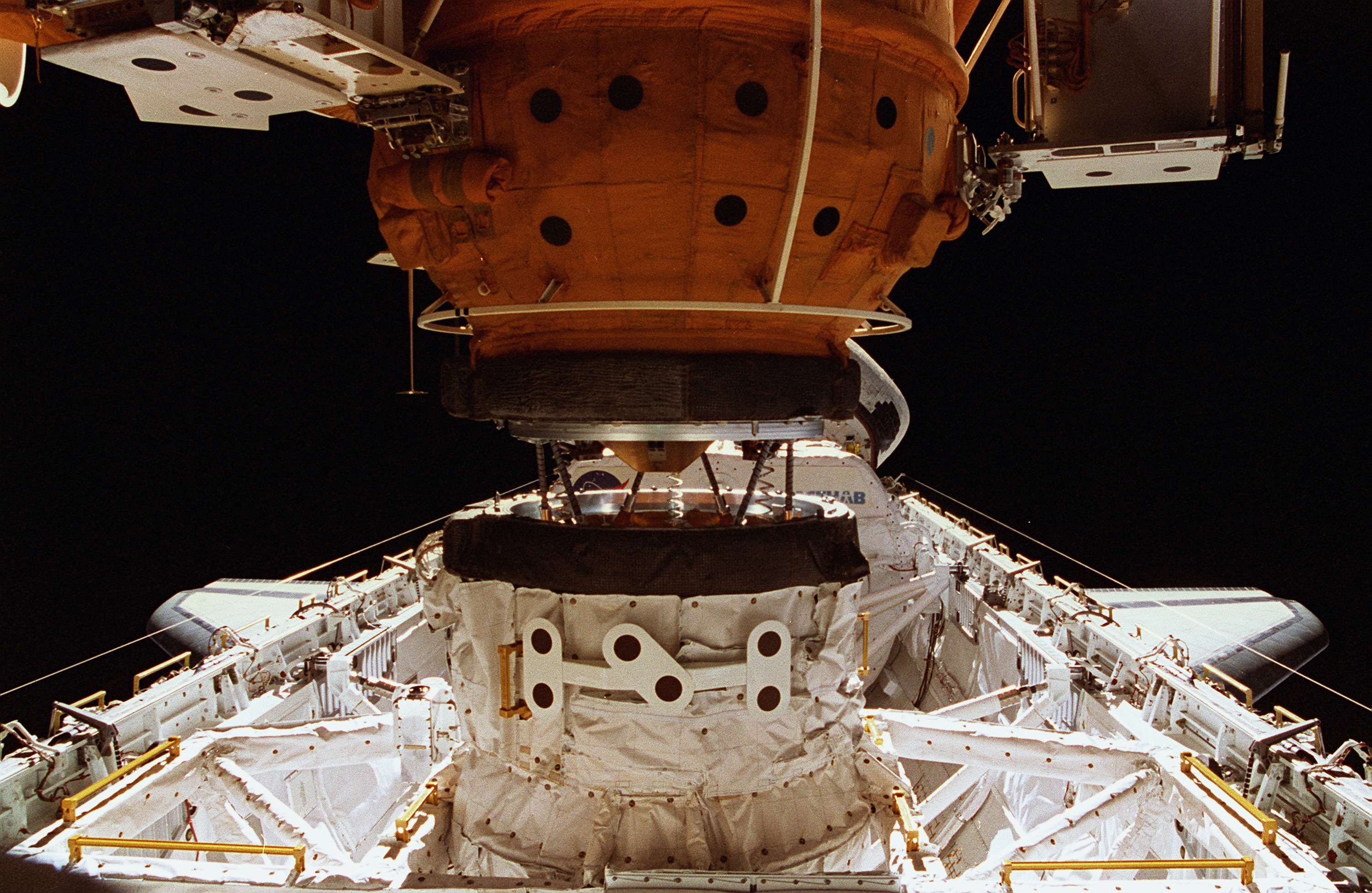
셔틀-미르 계획에서 미국 우주왕복선과 러시아 미르 우주정거장의 도킹 모습. 선저우 8호도 같은 APAS 도킹 시스템을 사용했다.

선저우 8호(神舟八号)는 선저우 계획의 하나로서, 중국이 발사한 무인우주선이다. 원래 유인우주선이지만, 우주정거장 톈궁 1호에 도킹을 시험하기 위해 무인으로 발사했다. 중국 현지시각으로 2011년 11월 1일, 주취안 위성발사센터에서 창정 2F 로켓에 실려 발사되었다.

## 같이 보기
- 톈궁 계획
- 주취안 위성발사센터
- 창정 2F